# Santa Cruz Vista Hermosa
Santa Cruz Vista Hermosa es una comunidad en el municipio de Zapotitlán Lagunas en el estado de Oaxaca. Santa Cruz Vista Hermosa está a 1575 metros de altitud. 

## Geografía
Está ubicada a 17° 28' 21.36" latitud norte y 98° 15' 1.44" longitud oeste.

## Población
Según el censo de población de INEGI del 2010: la comunidad cuenta con una población total de 313 habitantes, de los cuales 176 son mujeres y 137 son hombres. Del total de la población 0 personas hablan alguna lengua indígena.

## Ocupación
El total de la población económicamente activa es de 66 habitantes, de los cuales 57 son hombres y 9 son mujeres.